# Neftçi PFK w europejskich pucharach
Występy w europejskich pucharach azerskiego klubu piłkarskiego Neftçi PFK.
Legenda do wszystkich tabel:
- Q – runda eliminacyjna, 1/16, 1/8, 1/4, 1/2 – odpowiednia faza rozgrywek, Grupa – runda grupowa, 1r gr – pierwsza runda grupowa, 2r gr – druga runda grupowa, F – finał, R – runda, PO – play-off
- k. – rzuty karne, los. – losowanie, Dogr. – dogrywka, w. – zasada bramek strzelonych na wyjeździe

## Wykaz spotkań pucharowych

### 1995–2000
| Sezon     | Rozgrywki                 | Runda | Klub             | Dom | Wyjazd | Ogólnie |
| --------- | ------------------------- | ----- | ---------------- | --- | ------ | ------- |
| 1995/96   | Puchar Zdobywców Pucharów | 1Q    | APOEL FC         | 0–0 | 0–3    | 0–3     |
| 1996/97   | Puchar UEFA               | 1Q    | Łokomotiw Sofia  | 2–1 | 0–6    | 2–7     |
| 1997/98   | Liga Mistrzów             | 1Q    | Widzew Łódź      | 0–2 | 0–8    | 0–10    |
| 1999/2000 | Puchar UEFA               | 1Q    | FK Crvena zvezda | 2–3 | 0–1    | 2–4     |

### 2001–2020
| Sezon   | Rozgrywki        | Runda   | Klub                  | Dom | Wyjazd | Ogólnie    |
| ------- | ---------------- | ------- | --------------------- | --- | ------ | ---------- |
| 2000/01 | Puchar UEFA      | 1Q      | Hit Gorica            | 1–0 | 1–3    | 2–3        |
| 2001/02 | Puchar UEFA      | 1Q      | Hit Gorica            | 0–0 | 0–1    | 0–1        |
| 2004/05 | Liga Mistrzów    | 1Q      | Široki Brijeg         | 1–0 | 1–2    | 2–2, w.    |
| 2004/05 | Liga Mistrzów    | 2Q      | CSKA Moskwa           | 0–0 | 0–2    | 0–2        |
| 2005/06 | Liga Mistrzów    | 1Q      | Hafnarfjarðar         | 2–0 | 2–1    | 4–1        |
| 2005/06 | Liga Mistrzów    | 2Q      | RSC Anderlecht        | 1–0 | 0–5    | 1–5        |
| 2007/08 | Puchar UEFA      | 1Q      | Ried                  | 2–1 | 1–3    | 3–4        |
| 2008    | Puchar Intertoto | 1R      | Nitra                 | 2–0 | 1–3    | 3–3, w.    |
| 2008    | Puchar Intertoto | 2R      | Germinal Beerschot    | 1–0 | 1–1    | 2–1        |
| 2008    | Puchar Intertoto | 3R      | Vaslui                | 2–1 | 0–2    | 2–3        |
| 2011/12 | Liga Mistrzów    | 2Q      | Dinamo Zagrzeb        | 0–0 | 0–3    | 0–3        |
| 2012/13 | Liga Mistrzów    | 2Q      | Zestaponi             | 3–0 | 2–2    | 5–2        |
| 2012/13 | Liga Mistrzów    | 3Q      | Hapoel Kirjat Szemona | 2–2 | 0–4    | 2–6        |
| 2012/13 | Liga Europy      | PO      | APOEL FC              | 1–1 | 3–1    | 4–2        |
| 2012/13 | Liga Europy      | Grupa H | Partizan              | 1–1 | 0–0    | 4 miejsce  |
| 2012/13 | Liga Europy      | Grupa H | Inter Mediolan        | 1–3 | 2–2    | 4 miejsce  |
| 2012/13 | Liga Europy      | Grupa H | Rubin Kazań           | 0–1 | 0–1    | 4 miejsce  |
| 2013/14 | Liga Mistrzów    | 2Q      | Skënderbeu Korcza     | 0–0 | 0–1    | 0–1, Dogr. |
| 2014/15 | Liga Europy      | 2Q      | Koper                 | 1–2 | 2–0    | 3–2        |
| 2014/15 | Liga Europy      | 3Q      | Czichura Saczchere    | 0–0 | 3–2    | 3–2        |
| 2014/15 | Liga Europy      | PO      | Partizan              | 1–2 | 2–3    | 3–5        |
| 2015/16 | Liga Europy      | 1Q      | Mladost Podgorica     | 2–2 | 1–1    | 3–3, w.    |
| 2016/17 | Liga Europy      | 1Q      | Balzan Youths FC      | 1–2 | 2–0    | 3–2        |
| 2016/17 | Liga Europy      | 2Q      | Shkëndija Tetowo      | 0–0 | 0–1    | 0–1        |
| 2018/19 | Liga Europy      | 1Q      | Újpest                | 3–1 | 0–4    | 3–5        |
| 2019/20 | Liga Europy      | 1Q      | Speranța Nisporeni    | 6–0 | 3–0    | 9–0        |
| 2019/20 | Liga Europy      | 2Q      | Arsienał Tuła         | 3–0 | 1–0    | 4–0        |
| 2019/20 | Liga Europy      | 3Q      | Bene Jehuda           | 2–2 | 1–2    | 3–4        |

### 2021–
| Sezon   | Rozgrywki               | Runda | Klub           | Dom     | Wyjazd  | Ogólnie    |
| ------- | ----------------------- | ----- | -------------- | ------- | ------- | ---------- |
| 2020/21 | Liga Europy             | 1Q    | KF Shkupi      | 2–1 (D) | 2–1 (D) | 2–1 (D)    |
| 2020/21 | Liga Europy             | 2Q    | Galatasaray    | 1–3 (D) | 1–3 (D) | 1–3 (D)    |
| 2021/22 | Liga Mistrzów           | 1Q    | Dinamo Tbilisi | 2–1     | 2–1     | 4–2        |
| 2021/22 | Liga Mistrzów           | 2Q    | Olympiakos     | 0–1     | 0–1     | 0–2        |
| 2021/22 | Liga Europy             | 3Q    | HJK            | 2–2     | 0–3     | 2–5        |
| 2021/22 | Liga Konferencji Europy | PO    | Maccabi Hajfa  | 3–3     | 0–4     | 3–7        |
| 2022/23 | Liga Konferencji Europy | 2Q    | Aris Limassol  | 3–0     | 0–2     | 3–2        |
| 2022/23 | Liga Konferencji Europy | 3Q    | Rapid Wiedeń   | 2–1     | 0–2     | 2–3, Dogr. |
| 2023/24 | Liga Konferencji Europy | 2Q    | FK Željezničar | 2–0     | 2–2     | 4–2        |
| 2023/24 | Liga Konferencji Europy | 3Q    | Beşiktaş JK    | 1–3     | 1–2     | 2–5        |